# Kvadraturní amplitudová modulace

Konstelační diagram modulace 16-QAM

Kvadraturní amplitudová modulace (QAM z anglického Quadrature amplitude modulation) je digitální i analogové modulační schéma, které umožnilo sestrojení modemů pro analogové telefonní linky s přenosovou rychlostí vyšší, než je maximální kmitočet telefonního signálu, a které je používáno pro digitální televizní vysílání.

## Princip kódování
QAM využívá dvojici obvykle sinusových signálů s konstantním kmitočtem vzájemně fázově posunutých o 90° – tak zvané kvadraturní nosné nebo kvadraturní komponenty. Toto posunutí o čtvrt periody dalo název celému modulačnímu schématu. Obě nosné jsou nezávisle na sobě amplitudově klíčovány (pro digitální přenos) nebo modulovány (pro analogový přenos) a poté sečteny. Výsledný signál má podobu signálu klíčovaného nebo modulovaného jak fázovým posuvem (PSK), tak amplitudovým posuvem (ASK). Konstelační diagram ukazuje, jak lze u digitálního přenosu pomocí konkrétní amplitudy a fázového posuvu rozlišit několik stavů a tak přenášet několik bitů současně.

## 16-QAM
V případě modulace 16-QAM může mít každá kvadraturní nosná 4 různé amplitudy (2 + 2 s opačnou polaritou), takže pomocí jedné nosné lze rozlišit 2 bity informace, pomocí obou nosných 4 bity. Použitý konstelační diagram má 16 bodů.

## Další varianty
Pro přenos televizního vysílání se používají varianty s větším počtem amplitud – 64-QAM a 256-QAM. Výběrem patřičného konstelačního diagramu lze dosáhnout libovolně vysoké spektrální efektivity, která je omezena pouze mírou šumu a linearity komunikačního kanálu.